# Парасич, Николай Петрович
Николай Петрович Парасич (род. 1949) — советский и российский актёр и режиссёр театра. Основатель и многолетний художественный руководитель Смоленского камерного театра. Заслуженный артист Российской Федерации.

## Биография
Окончил Иркутское театральное училище. Работал в Омском ТЮЗе, Дагестанском русском драматическом театре им. М.Горького (Махачкала), Ставропольском краевом драматическом театре им. М. Ю. Лермонтова, Смоленском молодёжном театре-студии «Этюд» (1988—1989).
В 1989 году основал Смоленский Камерный театр, являлся его художественным руководителем, режиссёром и актёром. В 2016 году покинул театр.

## Награды и звания
Указом № 342 от 18.02.1994 Президента РФ удостоен звания «Заслуженный артист РФ».
- Орден Дружбы (30.07.2010)[7]